# David Kraus
Pour les articles homonymes, voir Kraus.
David Kraus, né le 13 février 1980 à Prague, est un chanteur, acteur, parolier et compositeur tchèque. 

## Biographie
Fils de Jan Kraus et de Jana Krausová, il se fait connaître en apparaissant dans les émissions télévisées de son père Uvolněte se, plesím (cs) et Show Jana Krause (cs).
En 2015, il devient le visage de la campagne d'initiative HateFree Culture (cs),,. 
Il chante le duo Just an Acquaintance avec la chanteuse Jitka Zelenková (cs) en 2018. Il s'agit d'une traduction en tchèque par Miroslav Černý de la chanson You Don't Know Me. Chantée à l'origine par Pavel Bobek (cs), Černý en a adapté le texte pour le duo Zelenková-Kraus.

## Discographie
Albums
- 2002 : David Kraus
- 2011 : Cukrárna

Singles
- 2002 : Zuzano
- 2007 : Nevinná
- 2013 : Alternativa
- 2014 : The Horizons (feat. JKL)

## Comédie musicale
- 2016 : Bonnie & Clyde (version tchèque) : Ted Hinton.

## Filmographie
- 1991 : Ohrožené prázdniny
- 2000 : Archa pro Vojtu
- 2001 : Královský slib (cs)
- 2004 : Bolero
- 2005 : Náves (série TV)
- 2006 : Hezké chvilky bez záruky : Pavel
- 2008 : Vy nám taky, šéfe!
- 2012 : Vyprávěj (cs) (série TV)
- 2012 : Martin a Venuše (cs)
- 2014 : Šťastná (cs)
- 2015 : Vraždy v kruhu (cs) (série TV)
- 2017 : Ordinace v růžové zahradě (cs) (série TV)
- 2018 : Modrý kód (cs) (série TV)
- 2019 : Ženy v běhu (cs)
- 2022 : Láska hory přenáší (cs)

## Apparitions dans des émissions télévisées
- 1999 : Noc s Andělem
- 2004 : Uvolněte se, prosím (cs)
- 2009 : Uvoľnite se, prosím
- 2011 : Show Jana Krause (cs)
- 2016 : Tvoje tvář má známý hlas (cs)